# Gulenia monicae
Gulenia monicae is een slakkensoort uit de familie van de Coryphellidae. De wetenschappelijke naam van de soort werd voor het eerst geldig gepubliceerd in 2017 door Odhner.